# Булычёв, Богдан Юрьевич
Богдан Юрьевич Булычёв (род. 12 июля 1984, Магадан, РСФСР, СССР) — профессиональный путешественник, полярник, исследователь, видеоблогер. Посол Арктики и Дальнего Востока, действующий член Русского географического общества, руководитель регионального отделения Ассоциации полярников.
Основатель креативного агентства #NEW JET group. Совладелец тюнинг-ателье по производству автомобильных обвесов SHIKARI. Инвестор.

## Биография
Родился в Магадане в семье фельдшера Булычёвой Галины Семёновны (1 января 1945 года рождения) и служащего Булычёва Юрия Евгеньевича (18 ноября 1948 года рождения).
Детство провёл в поселке Мылга Ягоднинского района Магаданской области не далеко от Полюса холода.
В 1991 году пошёл в Среднюю школу села Таскан Ягоднинского района Магаданской области. В 2001 году окончил МОУ Гимназия номер 30 города Магадана.
В 2001 году поступил и в 2003 году окончил Колледж гражданской авиации города Санкт-Петербург по специальности «авиационная безопасность». В 2008 году поступил и в 2011 году окончил Санкт-Петербургскую академию гражданской авиации (командный факультет) по специальности «Управление аэропортовыми комплексами».
До 2014 года работал в Ярославле заместителем генерального директора аэропорта Туношна.
В 2014 году основал креативное агентство #NEW JET group (ООО «Джет») и стал его учредителем. Компания занималась выпуском бортовых журналов для авиакомпаний «РусЛайн» и «Псковавиа», продажей рекламы в бортовой прессе и брендированием ливрей пассажирских самолётов. Журналом #NEW JET руководил в роли учредителя и главного редактора.
В 2015 году основал экспедиционный центр «РГОэкспо» и в рамках деятельности центра организовал серию автомобильных тревел-проектов, которые широко освещались в российских и международных СМИ.
В 2017 году стал амбассадором Toyota в России.
В 2018 году собрал команду из известных арктических автопутешественников для крупных автомобильных экспедиций в Арктику (Евгений Шаталов, Олег Харченко и другие). В этом же году первым в мире доехал до северного полюса на фэтбайке (велосипеде на больших колёсах). Победил в номинации «Лучший блогер» в первой интернет-премии «Кубок мэра Москвы». Награждение прошло в спорткомплексе Олимпийский, призы вручал мэр Москвы Сергей Собянин.
В 2019 году стал пилотом официальной команды Toyota, основал и возглавил раллийную команду «Land Cruiser Russia». Также в 2019 году стал победителем в ралли-марафоне «Шёлковый путь» в группе OPEN-6.2. Стал участником автомобильного шоу «Россия рулит» где дошёл до полуфинала.
В 2020 году вместе с бизнес-партнёром Антоном Ткаченко запустил производство автомобильных обвесов нового поколения «SHIKARI».
В 2023 году доехал с командой "Про путешествия" на Москвиче 1975 года выпуска первым в XXI веке по трассе Колыма до Магадана и до Полюс холода, задав современный тренд в путешествиях на старых Москвичах и ретро машинах по России.
Так же в 2023 году вместе со своей командой "Про путешествия" совершил экспедицию до самой северной континентальной точки Евразии и России мыса Челюскина. Маршрут был проложен по суше через полуостров Таймыр, где нет ни зимников ни дорог. Уникальным стал тот факт, что до этого ни кому не удавалось проехать на мыс Челюскина одной машиной похожим маршрутом именно по материку, не выезжая на лёд Северного Ледовитого океана.
В 2023 году будучи модератором ключевой сессии по туризму, в рамках Восточного экономического форума делал личный доклад Президенту Российской Федерации  Путину Владимиру Владимировичу.
В 2024 год команда "Про Путешествие" во главе с Богданом Булычёвым реализовала самый масштабный экспедиционный федеральный проект  в стране "Россия-360" . Команда путешественников первыми в истории проехала на колёсной технике вдоль сухопутных границ России, через 58 регионов, по побережью 13 морей и 2 океанов, установив тем самым 6 Мировых Рекордов и 6 рекордов России. Проект "Россия-360" поддержал Президент Российской Федерации Путин Владимир Владимирович, полномочный представитель президента РФ в ДФО Трутнев Юрий Петрович и министр Дальнего Востока и Арктики Алексей Олегович Чекунков.
Весной 2024 года Богдан Булычёв и команда «Про путешествия» установили новый мировой рекорд и рекорд России в рамках экспедиции «РОССИЯ 360», путешественники  первым в истории страны проехал всю арктику на колёсной технике (вездеходы Бурлак) от Мурманской области  (граница с Норвегией) до Чукотки (граница с США). Весь путь был пройден за 93 дня. Уникален тот факт, что маршрут проходил по сухопутным границам России, без дорог и зимников, а Богдан находился все 93 дня за рулём первого, ведущего вездехода, прокладывая маршрут команде по Арктике, как лучший арктический проводник современности.
До этого ещё ни кому не удавалось проехать всю Русскую арктику колёсной техникой от края до края (хотя попыток было много), после  удачного первопрохода и установления данного рекорда Богдан Булычёв признан лучшим арктическим проводником и водителем в Арктике.
Своим опытом Богдан команда активно делятся с службами РФ работающими в арктике.
В 2024 году получил государственную награду: Медаль Министерства Российской Федерации по развитию Дальнего Востока и Арктики "За содействие Минвостокразвития России".   Медаль вручал лично Министр Дальнего Востока и Арктики Алексей Олегович Чекунков

## Путешествия

### Экспедиция «59-я широта»
Проект проходил в июле-августе 2015 года и был посвящен 170-летию Русского географического общества. На двух автомобилях участники пересекли всю Россию от Санкт-Петербурга до Магадана. Оба эти города находятся на 59-й параллели северной широты, что и дало название проекту. Маршрут проходил через Ярославль, Нижний Новгород, Казань, Челябинск, Екатеринбург, Тюмень, Омск, Новосибирск, Красноярск, Иркутск, Якутск. Итогом путешествия стал полнометражный документальный фильм «59-я широта. Открывая неизведанную Россию».

### Экспедиция «Полюс холода»
Проходила в феврале-марте 2016 года. Колонной из трех легковых автомобилей участники стартовали из Иркутска, после чего преимущественно по сезонным дорогам (зимникам) достигли одного из самых северных населенных пунктов России — поселка Тикси на побережье Моря Лаптевых. По пути автоколонна посетила два населенных пункта, претендующих на звание «полюсов холода» России, — село Оймякон и город Верхоянск. Целью экспедиции было составление подробного маршрута для автомобильных путешествий по северу Якутии и в целом пропаганда внутреннего автомобильного туризма и активного, здорового образа жизни.
В проекте приняли участие известные российские путешественники и фотоблогеры Сергей Доля и Иван Дементиевский, а также съемочные группы телеканалов «Россия-1» и «Авто Плюс». Экспедицию активно поддержали власти Якутии, в рамках «Полюса холода» состоялись две встречи участников с главой Республики Егором Борисовым. Одна из них прошла в формате совместной зимней рыбалки.

### Проект «Евразийское кольцо» и рекорд скорости
Проходил с августа по октябрь 2016 года. Участники проекта на одном автомобиле объехали весь евразийский континент, посетив 14 стран мира. Общая длина маршрута составила более 40 тысяч километров, что сопоставимо с длиной экватора.
В рамках «Евразийского кольца» участники предприняли попытку побить рекорд Гиннесса и проехать от столицы Португалии Лиссабона до Магадана с максимально возможной скоростью. Это два максимально удаленных друг от друга города Евразии, между которыми есть круглогодичное автомобильное сообщение. Старт состоялся 23 августа с площади в центре Лиссабона. Финишировали путешественники у стелы на въезде в Магадан 31 августа.
Официально зафиксированный участниками результат автопробега составил 7 дней, 22 часа и 58 минут, тогда как последний рекорд, установленный на этом маршруте и занесенный в «Книгу рекордов» — 8 дней, 13 часов и 30 минут.

### «В сердце Азии»
Экспедиция проходила в сентябре-октябре 2017 года при поддержке Русского географического общества. Маршрут автомобильной экспедиции проходил через шесть стран: Россия – Монголия – Казахстан – Кыргызстан – Узбекистан – Таджикистан – Россия, экспедиция пересекла две величайшие горные системы — Памир и Тянь-Шань — на стоковом автомобиле. Целью была популяризация свободных автомобильных путешествий и съемки видеодневника для YouTube-канала «Про путешествия». 29 сентября участники экспедиции по просьбе МЧС Киргизии поучаствовали в поисковых работах в заповеднике Сары-Челек, где неделей ранее пропала израильская туристка Хилла Ливне. Богдан Булычёв обнаружил тело девушки с помощью квадрокоптера и передал координаты поисковой команде. Девушка сорвалась со скалы.

### «Про путешествия в Диксон»
Арктическая экспедиция состоялась в январе 2018 года. Команда во главе с Богданом Булычёвым, в которую вошёл также известный автопутешественник Евгений Шаталов, первой в мире на стандартных автомобилях (внедорожники Toyota Hilux) достигла самого северного континентального населенного пункта в мире — ПГТ Диксон. Тем самым эта экспедиция претендует на установление рекордов России, Гиннесса и Европы. Самая сложная часть маршрута пролегала по льдам Енисея и Карского моря. Значительную часть обратного пути команда, столкнувшись со сложными погодными условиями, проделала на борту атомного ледокола «Таймыр», который подобрал участников экспедиции вместе с автомобилями на льду Карского моря.

### «Велоэкспедиция Альпари на Северный Полюс»
Состоялась в апреле 2018 года. В рамках этого проекта Богдан стал первым в мире человеком, добравшимся до географического Северного Полюса на велосипеде (фэтбайк Scott). Также в этом проекте был установлен новый мировой рекорд — «Самое быстрое кругосветное путешествие на велосипеде в Северном полушарии».

### «Евразия от края до края»
Состоялась весной 2020 года. В рамках экспедиции установил новый мировой рекорд по достижению самой восточной точки Евразии на автомобилях Toyota (Уэлен, мыс Дежнёва), откуда был дан старт рекордному автопробегу через весь континент от самой восточной точки (мыс Дежнёва) до самой западной точки Евразии (мыс Рока, Лиссабон). Пересечь европейские границы не удалось в запланированный срок из-за начавшейся пандемии коронавирусной инфекции. Экспедиция «Евразия: от края до края» была вынужденно остановлена в Москве до открытия границ России и Европы.

### «Россия 360 - первая континентальная экспедиция вокруг России, по сухопутным границам страны»
В 2024 год команда "Про Путешествие" во главе с Богданом Булычёвым реализовала самый масштабный экспедиционный федеральный проект в стране "Россия-360" . За год команда  первыми в истории проехала на колёсной технике вдоль сухопутных границ России, через 58 регионов, по побережью 13 морей и 2 океанов, установив тем самым несколько Мировых Рекордов и рекордов России. Проект "Россия-360" поддержал Президент Российской Федерации Путин Владимир Владимирович, полномочный представитель президента РФ в ДФО Трутнев Юрий Петрович и министр Дальнего Востока и Арктики Алексей Олегович Чекунков.

## Семья
Есть супруга — Владлена Сергеевна Булычёва. Предложение выйти замуж Богдан сделал в арктике, на льду Моря Лаптевых. Дочь — Есения, сын - Остап, сын - Семён.